# 5417 Solovaya
5417 Solovaya (1981 QT) là một tiểu hành tinh vành đai chính được phát hiện ngày 24 tháng 8 năm 1981 bởi L. Brozek ở Klet.